# Frank Gratkowski

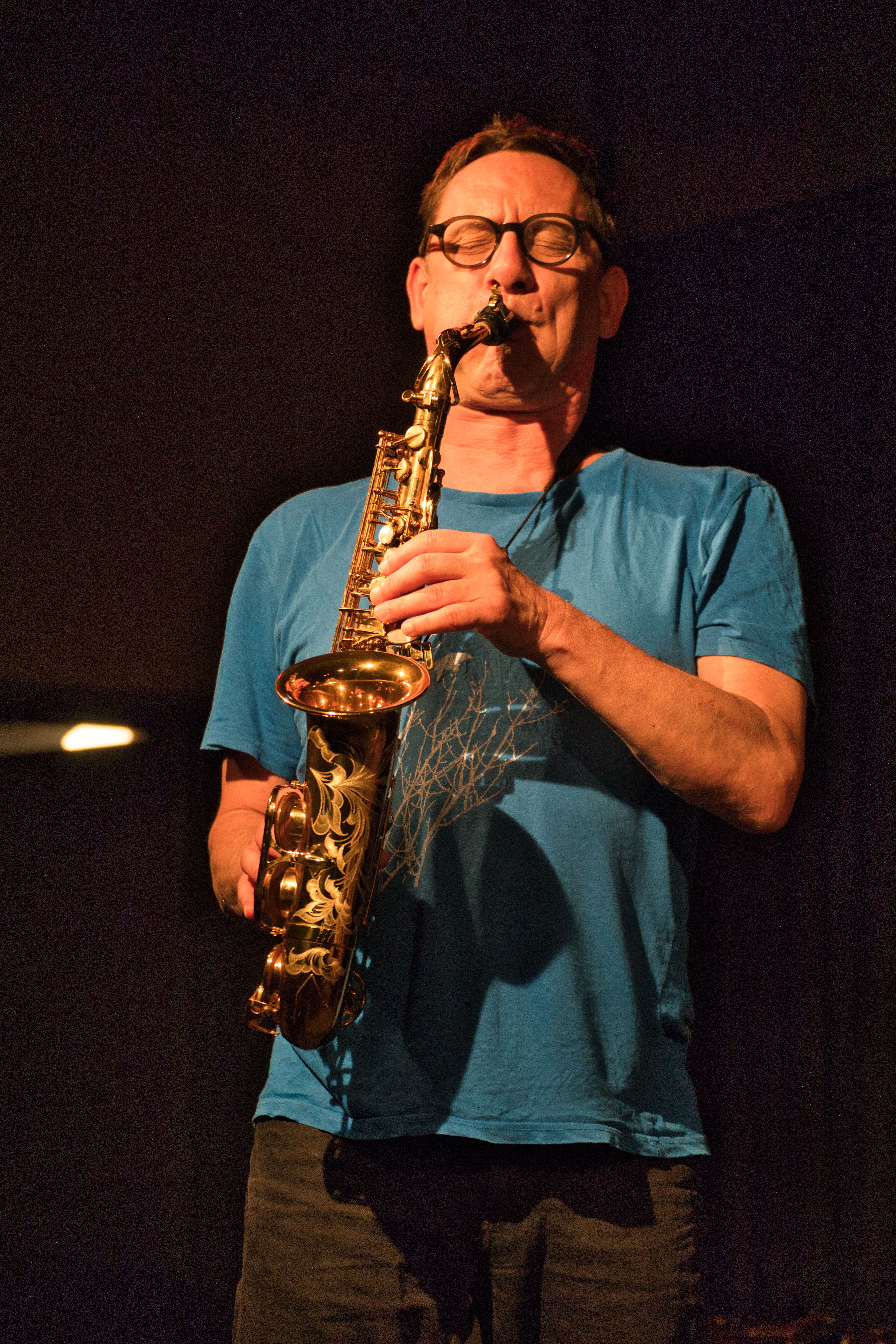
Frank Gratkowski, club W71 2022

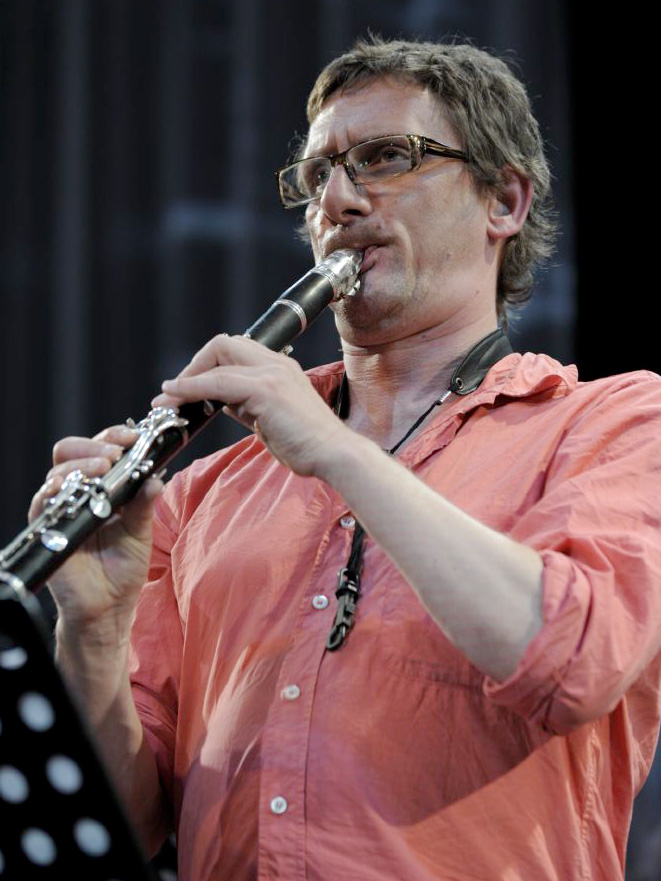
Frank Gratkowski, moers festival 2010

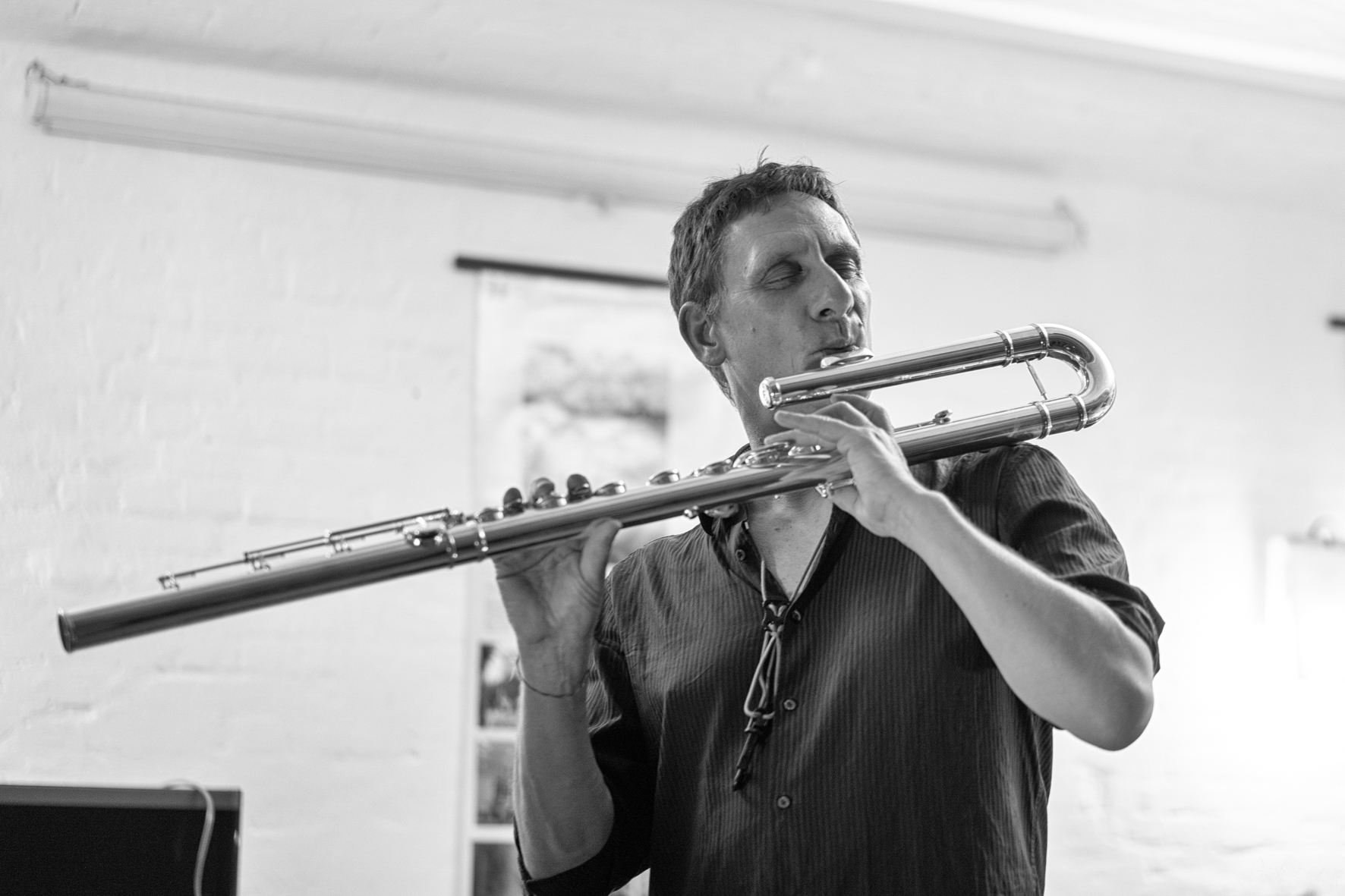
Frank Gratkowski Alte Druckerei, Ottensen, Hamburg 2019

Frank Gratkowski (* 30. März 1963 in Hamburg) ist ein deutscher Jazz-Klarinettist, -Saxophonist und -Komponist.

## Leben und Wirken
Gratkowski begann im Alter von 16 Jahren mit dem Saxophonspiel und erhielt ersten Unterricht an der Hamburger Musikhochschule. 1985 begann er sein Saxophonstudium an der Musikhochschule Köln bei Heiner Wiberny, das er 1990 mit dem Konzertexamen abschloss. Weitere Studien u. a. bei Charlie Mariano, Sal Nistico und Steve Lacy schlossen sich an.
Noch zur Zeit des Studiums begann die Zusammenarbeit mit Klaus König und dem Grubenklangorchester, später spielte Gratkowski u. a. mit der WDR-Bigband. Ab 1990 trat er mit ersten Solo-Programmen auf (1991 auf der CD Artikulationen). Seit 1992 spielt er im Duo mit dem Pianisten Georg Gräwe, seit 1999 auch als Trio mit dem Schlagzeuger Paul Lovens. Eine feste Zusammenarbeit verbindet ihn auch mit dem Pianisten Achim Kaufmann. Außerdem spielt Gratkowski in verschiedenen Trio- und Quartett-Besetzungen, u. a. mit Sebastian Gramss, Philip Zoubek, Gerry Hemingway (Double Blues Crossing), Dieter Manderscheid, Herb Robertson (Sketches from the Other Side, for A. I., 2006), Wilbert de Joode und Paul Lovens. Auch gehört er dem Ensemble Zeitkratzer an. Mit Baby Sommers großformatiger Brotherhood & Sisterhood gastierte er 2023 bei JazzBaltica.
Haupteinflüsse für sein Spiel sind Steve Lacy, Evan Parker und Anthony Braxton. Besonders in seinen Solo-Auftritten und in kleinen Besetzungen fällt die Reinheit seines Tones auf. Zugleich gilt Gratkowski aber auch als talentierter Klangforscher, dem die Erweiterung des Klang-Arsenals seiner Klarinetten und Saxophone, die Erforschung der Klangmöglichkeit jenseits der klassischen Tonerzeugung, sehr wichtig ist. Seine z. T. mikrotonal orientierten Kompositionen führt er auch mit dem Multiple Joy[ce] Orchestra auf.
Gratkowski ist Mitbegründer und Komponist des Ensembles Fo[u]r Alto (mit Christian Weidner, Benjamin Weidekamp und Florian Bergmann). Das Ensemble versteht sich als die Vervierfachung des Altsaxophons als einheitlicher Klangkörper. Kollektive Improvisationen verbinden sich mit den Kompositionen Gratkowskis. Dabei kommen unterschiedlichste Techniken zum Einsatz wie z. B. Spektralanalysen, intervallische mikrotonale Konzepte, diverse erweiterte Spieltechniken sowie flirrende, dichte Klangbänder, die durch die Multiplikation instrumentenbedingter Mehrklänge entstehen. 
Eine wichtige Rolle spielt dabei die Konzeption einer räumlichen Musik. Ermöglicht es der Veranstaltungsort, positionieren sich die Musiker um das Publikum herum, um diesem einen multidirektionalen Musikgenuss zu vermitteln. Er unterrichtete an den Musikhochschulen in Köln, Hannover und Berlin.

## Aufnahmen (Auswahl)
- Artikulationen (2nd Floor Edition, 1991)
- Gestalten (mit Dieter Manderscheid, Gerry Hemingway) (JazzHausMusik, 1995)
- Quicksand (mit Georg Gräwe, Paul Lovens) (Meniscus, 1999)
- Spectral Reflections (mit Wolter Wierbos, Dieter Manderscheid, Gerry Hemingway) (Leo Records, 2001)
- Arrears (mit Georg Gräwe, John Lindberg) (Red Toucan, 2001)
- Loft Exil V – Frank Gratkowski Project „Live the 32nd New Jazz Festival Moers 2003“ (Leo Records, 2003)
- Kwast (mit Achim Kaufmann, Wilbert De Joode) (Konnex Records, 2003)
- Frank Gratkowski / Damon Smith / Jerome Bryerton: The Voice Imitator (2003)
- James Choice Orchestra Live at Moers (moers music, 2005)
- Live in New Orleans (2009), mit Hamid Drake
- Fo[u]r Alto: Four Compositions by Frank Gratkowski (Leo, 2012, mit Florian Bergmann, Benjamin Weidekamp, Christian Weidner)
- Le vent et la gorge (Leo, 2012, mit Dieter Manderscheid, Wolter Wierbos, Gerry Hemingway)
- Frank Gratkowski / Sebi Tramontana: Live at Spanski Borci (Leo, 2016)
- Frank Gratkowski / Simon Nabatov / Dominik Mahnig: Dance Hall Stories (Leo, 2020)
- Frank Gratkowski & Simon Nabatov: Tender Mercies (Clean Feed, 2023)

## Auszeichnungen
- 2013: Aufenthalts-Stipendium der Sparte Musik im Künstlerhaus Lauenburg